# Carlos Hüttich
Carlos Hüttich Moreno (* 24. února 1963) je bývalý mexický zápasník – judista.

## Sportovní kariéra
V mexické mužské reprezentaci se pohyboval od roku 1981 v polostřední váze do 78 kg. V roce 1984 startoval na olympijských hrách v Los Angeles. V úvodním kole ubránil a verdiktem sudích na praporky (hantei) porazil Jihokorejce Hwang Čin-sua, ve druhém kole však prohrál minimálním bodovým rozdílem na koku s Číňanem Liou Ťün-linem. V roce 1988 na olympijských hrách v Soulu prohrál v úvodním kole na wazari s Mongolem Erchembajarem. Po skončení sportovní kariéry počátkem devadesátých let dvacátého století se věnoval trenérské práci.

## Výsledky
| Turnaj                  | 1981             | 1982             | 1983             | 1984             | 1985             | 1986             | 1987             | 1988             |
| Turnaj                  | 18               | 19               | 20               | 21               | 22               | 23               | 24               | 25               |
| Turnaj                  | polostřední váha | polostřední váha | polostřední váha | polostřední váha | polostřední váha | polostřední váha | polostřední váha | polostřední váha |
| ----------------------- | ---------------- | ---------------- | ---------------- | ---------------- | ---------------- | ---------------- | ---------------- | ---------------- |
| Olympijské hry          |                  |                  |                  | úč.              |                  |                  |                  | úč.              |
| Mistrovství světa       | úč.              |                  | —                |                  | úč.              |                  | —                |                  |
| Panamerické hry         |                  |                  | 3.               |                  |                  |                  | 2.               |                  |
| Panamerické mistrovství |                  | úč.              |                  | —                | 2.               | 3.               |                  | ?                |
| Středoamerické a k. hry |                  | 3.               |                  |                  |                  | 3.               |                  |                  |